# الانتخابات الرئاسية اليمنية 1999
الانتخابات الرئاسية اليمنية 1999 اجريت في 23 سبتمبر 1999  ، المرشحين يجب ان يوافق على ترشيحهم 10 في المائة من أعضاء البرلمان، وتقدم حزب التجمع اليمني للإصلاح مع حزب حزب المؤتمر الشعبي العام بترشيح الرئيس الحالي آنذاك علي عبد الله صالح .

## المرشحين
إغلق باب الترشيحات للمرشحين للرئاسة في 13 يوليو 1999 . وفي المجموع تقدم 31 مرشح للانتخابات، على الرغم من أن ثلاثة منهم تم إقصاء فورا لفشلها في الوفاء بالمتطلبات القانونية 
| المرشح                | الاصوات |
| --------------------- | ------- |
| علي عبد الله صالح     | 182     |
| نجيب قحطان الشعبي     | 39      |
|                       |         |
| خالد                  | 25      |
| علي صالح عباد المقبلي | 7       |

وهكذا تمكن اثنين فقط من الحصول على موافقة أعضاء البرلمان الرئيس صالح ونجيب قحطان الشعبي

## النتائج
حصل علي عبد الله صالح على 96.3 بالمائة من الأصوات بينما حصل نجيب قحطان الشعبي على 3.7 بالمائة من الأصوات .
| المرشحين                                      | الأصوات | %      |
| --------------------------------------------- | ------- | ------ |
| علي عبد الله صالح - المؤتمر الشعبي العام      |         | 96.3   |
| نجيب قحطان الشعبي - مستقل                     |         | 3.7    |
| الإجمالي                                      |         | 100.00 |
| المصدر: Nohlen, Grotz & Hartmann 2001, p. 310 |         |        |